# Färgelanda landskommun
Färgelanda landskommun var en kommun i västra Dalsland, i dåvarande Älvsborgs län. 

## Administrativ historik
I Färgelanda socken i Valbo härad i Dalsland inrättades denna landskommun när 1862 års kommunalförordningar trädde i kraft. Kommunen påverkades inte av 1952 års kommunreform.
Som förberedelse inför kommunreformen 1971 trädde Sveriges indelning i kommunblock i kraft den 1 januari 1964. Färgelanda landskommun ingick då i kommunblocket Färgelanda tillsammans med Högsäters landskommun samt två av tre församlingar i Ödeborgs landskommun: Ödeborgs och Torps församling.
Den 1 januari 1967 upplöstes Ödeborgs landskommun och Ödeborgs och Torps församlingar uppgick i Färgelanda landskommun. I samband med kommunreformen 1971 blev Färgelanda landskommun Färgelanda kommun, som den 1 januari 1974 inkorporerade även Högsäters landskommun.

### Kyrklig tillhörighet
I kyrkligt hänseende tillhörde Färgelanda landskommun Färgelanda församling. 1 januari 1967 tillkom församlingarna Torp och Ödeborg.

## Geografi
Färgelanda landskommun omfattade den 1 januari 1952 en areal av 115,97 km², varav 107,61 km² land.

### Tätorter i kommunen 1960
| Tätort     | Folkmängd |
| ---------- | --------- |
| Färgelanda | 762       |
| Stigen     | 523       |

Tätortsgraden i kommunen var den 1 november 1960 51,0 procent.

## Politik

### Mandatfördelning i valen 1938-1966
| 13 | 5 | 2 | 5 |

| 25 |

| 13 | 7 | 2 | 3 |

| 23 |

| 12 | 8 | 2 | 3 |

| 23 |

| 12 | 2 | 8 | 3 |

| 23 |

| 12 |  | 6 | 3 | 3 |

| 21 | 4 |

| 12 | 7 | 2 | 4 |

| 23 |

| 12 | 7 | 3 | 3 |

| 23 |

| 14 | 9 | 2 | 5 |

| 28 |